# Hivern rus
L'hivern rus (o soviètic), també anomenat General Hivern, General Neu, (rus: Генерал Мороз, "General de la gelada") o "General Fang" (vegeu raspútitsa), és la forma en què es defineix aquesta estació a Rússia. Dura 5 mesos, de novembre al final de març i és conegut per les seves baixes temperatures i dificultats causades al transport. També té molta rellevància en l'àmbit militar.

## Temperatures
Les mitjanes màxims i mínims varien segons la regió del país. A Iakútia l'hivern és molt sever, i ateny mitjanes de -55 a -69 °C. Al costat europeu de Rússia (a l'oest dels Urals) l'hivern adquireix un caràcter més similar a l'europeu, on les temperatures rares vegades baixen de -15 °C; però, sovint pot arribar a ser molt més fred. Per exemple, en la temporada 2005/2006 la temperatura de Moscou va oscil·lar entre -25 i -30 ° C durant tot el mes de gener.
A Rússia, aquest període és conegut com les Gelades de l'Epifania, i és famós pel seu fred des de fa segles. Un dels factors involucrats en aquest fred famós és el clima rus, que és continental. Un altre factor és la geografia russa, ja que el país està tan al nord com el Canadà, però té pocs cossos d'aigua en el seu interior que podrien retenir l'energia solar.
Per exemple, a la regió de l'Altai durant el mes d'agost (en ple estiu), la temperatura diürna pot superar els 20 °C, però descendir al voltant de 0 °C a la nit.

## Efectes en la guerra
La severitat de l'hivern rus sovint és associada amb les victòries militars d'aquest país. A la Gran Guerra del Nord, Carles XII de Suècia de va envair la Rússia de Pere el Gran. Els russos es van retirar, van cremar tot en la seva fugida i van eliminar qualsevol rastre de les seves provisions. Aquest hivern en particular va acabar sent el més cru del segle xviii, fins al punt que el port d'aigua salada a Venècia es va congelar. Les 35.000 tropes de Carles van ser delmades, i només 19.000 van sortir amb vida d'aquell hivern. La batalla de Poltava en 1709 va marcar el final de l'Imperi suec.
.

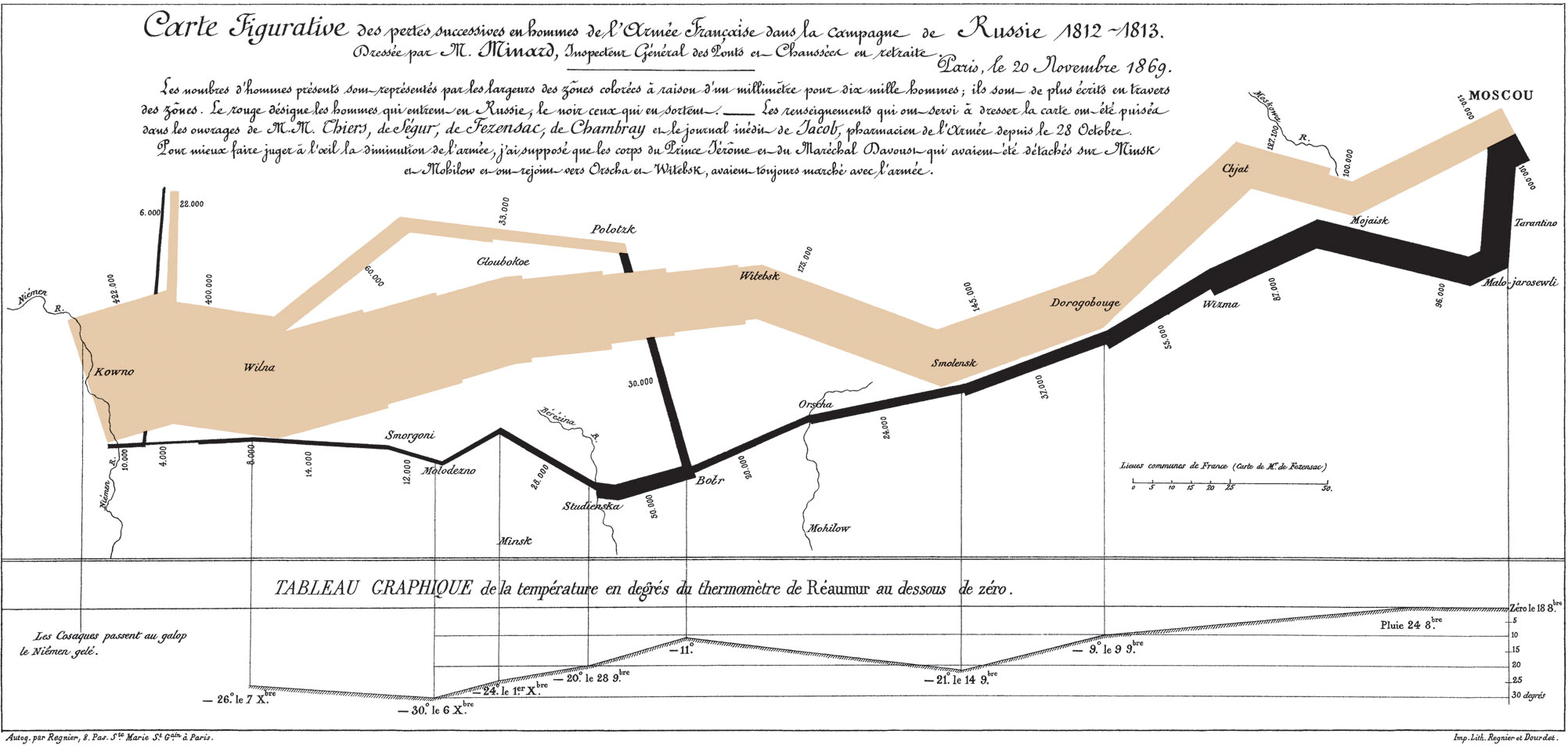
Una gràfica de Charles Minard mostra la mida de la Grande Armée a l'anada i a la tornada de Moscou, pel gruix de la línia. Assota, en funció de la temperatura en graus Réaumur (1 °R = 1,25 ° C), es llegeix de dreta a esquerra

La Grande Armée de Napoleó Bonaparte, amb els seus 610.000 homes, va envair Rússia, i es dirigí cap a Moscou en 1812. L'exèrcit rus es va retirar abans de ser atrapat per l'exèrcit francès, i cremà les seves collites i llogarets, la qual cosa les deixava fora de l'abast enemic. L'exèrcit de Napoleó va acabar amb 100.000 homes, però això no va ser tot: més homes van morir en la retirada.
Segons un estudi militar nord-americà, el cos principal de l'armada napoleònica, compost per un mínim de 378.000 homes, va anar disminuït a la meitat durant les primeres 8 setmanes d'invasió, abans de la batalla més important d'aquesta campanya en particular. Aquesta disminució es va produir en part per la manca de centres organitzats d'aprovisionament, però les malalties, desercions i morts en combat van causar milers de pèrdues.
La batalla de Borodinó del 7 de setembre de 1812, l'única batalla d'importància lliurada en aquella campanya, tingué com a resultat una victòria pírrica de Napoleó, en perdre més de 30.000 homes i trobar-se gairebé 1.000km endins de territori enemic. Les seqüeles van ser la seva ocupació de Moscou (sense oposició) i l'autoderrota en retirar-se humiliantment de la ciutat el 19 d'octubre, poques setmanes abans que caigués la primera nevada.
Sota el lideratge de Hitler, l'Alemanya Nazi va atacar Rússia el 1941, però les forces soviètiques van contenir aquest atac a l'estepa russa, per guanyar temps i estrènyer l'exèrcit alemany. Les indústries van ser desmantellades i portades als Urals per tal de ser reconstruïdes allà. Les forces soviètiques van detenir Alemanya just als afores de Moscou i les van derrotar en la batalla de Stalingrad, al mes de gener de 1943.
L'argument de l'hivern rus pot deure en part a un origen mitològic. Invasors fracassats agradaven d'exagerar les crueltats de l'hivern rus per justificar les seves derrotes. Segons els expedients meteorològics, l'hivern de 1812-1813 va ser més càlid del normal. Durant la Segona Guerra Mundial, l'únic hivern realment fred va ser el de 1941-42, i la Wehrmacht no tenia provisions adequades com ara uniformes d'hivern, a causa de la lentitud en els moviments militars d'Alemanya. Els plans de Hitler a Rússia s'havien malmès abans del començament de l'hivern. El Führer estava tan convençut d'una victòria llampec que no es va preparar ni tan sols per la possibilitat d'una guerra àrtica a Rússia. No obstant això, les seves divisions orientals van perdre al voltant de 734.000 homes (23% del total de les seves tropes) durant els primers 5 mesos de la invasió, i el 27 de novembre de 1941, el general Eduard Wagner va informar que "estem a punt d'acabar amb els nostres recursos, tant humans com materials. estem a punt de ser confrontats amb els perills de l'hivern profund".
L'hivern rus no ha estat el factor decisiu que va detenir els invasors de Rússia. Això pot ser més aviat acreditat a la perícia militar russa, la fortalesa del seu exèrcit (el més gran del món en la Segona Guerra Mundial) i un fort nacionalisme com a conseqüència dels nombrosos intents per envair Rússia durant la història. Un exemple clàssic d'aquest argument, és que els mongols, que van envair el país al segle xiii provenien d'estepes amb hiverns encara més crus, i els llacs, pantans i rius congelats eren usats per ells com a vies de comunicació (quan a l'estiu són zones intransitables), la qual cosa convertia les fortaleses naturals de l'enemic en pròpies.